# Pseudoromicia
Pseudoromicia és un gènere de ratpenats de la família dels vespertiliònids. Els representants d'aquest grup són vespertiliònids de mida petita a mitjana. Tenen una àmplia distribució a l'Àfrica subsahariana, on viuen als boscos tropicals equatorials i, en el cas de P. rendalli, a les sabanes. El nom genèric Pseudoromicia deriva de la paraula grega pseudo, que significa 'falsa', i de romicia, que vol dir 'javelina' i és una referència a Neoromicia, el gènere en el qual es classificaven anteriorment la majoria d'espècies que actualment s'inclouen en Pseudoromicia.